# Luke-Gletscher
Der Luke-Gletscher ist ein 25 km langer Gletscher an der Graham-Küste des Grahamlands auf der Antarktischen Halbinsel. Er fließt in nordwestlicher Richtung zum Kopfende der Leroux-Bucht.
Teilnehmer der Fünften Französischen Antarktisexpedition (1908–1910) unter der Leitung des Polarforschers Jean-Baptiste Charcot entdeckten und kartierten ihn grob. Teilnehmer der British Graham Land Expedition (1934–1937) unter der Leitung des australischen Polarforschers John Rymill kartierten ihn erneut. Rymill benannte ihn nach dem britischen Geschäftsmann George Lawson Johnston, 1. Baron Luke of Pavenham (1873–1943), einem Geldgeber der Forschungsreise.